# Capitalización de mercado
La capitalización de mercado, capitalización bursátil o valor en bolsa, es una medida de una empresa o su dimensión económica, y es igual al precio por acción en un momento dado multiplicado por el número de acciones en circulación de una empresa de capital abierto, e indica el patrimonio disponible para la compra y venta activa en la bolsa. Al propietario de las existencias se lo representa como propietario de la empresa, incluidos todos sus activos. La capitalización puede representar a la opinión pública de una empresa y el patrimonio neto es un factor determinante en la valoración de existencias. Del mismo modo, la capitalización de los mercados de valores o regiones económicas pueden ser comparados con otros indicadores económicos. Cuanto mayor sea la capitalización, más capital con que trabajar tiene el trabajo en estadística
.

## Valoración
La capitalización bursátil representa el consenso público sobre el valor de una empresa. En una sociedad, incluida la totalidad de sus activos, pueden comprarse y venderse libremente a través de las compras y ventas de acciones, que determinará el precio de las acciones de la empresa. Su capitalización bursátil es este precio de la acción multiplicado por el número de acciones en cuestión, lo que proporciona un valor total de acciones de la empresa y, por ende, para la sociedad en su conjunto.
Muchas compañías tienen un accionista dominante, por lo general, un gobierno o una familia. En la mayoría de los índices bursátiles se ajustan a esto trabajando en una "libre flotación", es decir, la capitalización bursátil es el valor de la mercancía públicamente parte de la empresa.
Hay que tener en cuenta que la capitalización de mercado es un mercado de estimación del valor de una empresa, basado en las perspectivas del futuro económico y de las condiciones monetarias. Los precios de las acciones también pueden cambiar por la especulación acerca de los cambios en las expectativas de los beneficios o acerca de las fusiones y adquisiciones.
Es posible para los mercados de valores puedan quedar atrapados en una burbuja económica, con exceso de especulación, por cualquier clase de activos como el oro o los bienes raíces, hasta que las cosas van mal y en el mundo significaran importantes pérdidas. Por el contrario, los mercados bursátiles suelen ser el principal mecanismo de transmisión para la mayoría de las agradables sorpresas que se producen en la economía mundial.
La capitalización está sujeta a una fluctuación constante, dado que depende del precio de cotización, que puede variar dependiendo de las operaciones que realiza la empresa. Otro factor es la autorización por parte de la junta directiva de la empresa de más acciones para ser cotizadas en la bolsa o también que la compañía disponga de bonos convertibles que se conviertan en acciones comunes; de ese modo, se diluye el precio de la acción y por tanto varía la capitalización bursátil.
Se entiende por capitalización de mercado al activo total que el mercado financiero antepone de manera patentada y algorítmica las nomenclaturas correspondientes que derivan de un ente, sociedad, empresa, organización o negocio que logra ponerse en manos del público buscando capitalizarse ofertando partes o títulos accionarios para la compra venta.
La capitalización de mercado es el monto que la organización tiene para fluctuar en los marcos bursátiles y financieros y representa el valor que la empresa debería valer y vale para el mundo financiero.

## Terminología bursátil sobre capitalización
Tradicionalmente, las empresas se han dividido en large-cap, mid-cap, y small-cap (por sus nombres en inglés, equivalentes a "capitalización grande", "capitalización media" y  "capitalización pequeña"). También a veces se han usado  los términos mega-cap y micro-cap, y nano-cap. Diferentes índices utilizan números diferentes; y por lo tanto no existe una definición oficial o consenso sobre los valores que delimitan cada categoría. Posiblemente sea más adecuado definir los valores límites como percentiles en vez de montos nominales. Las definiciones expresadas en dólares nominales deben ser ajustadas a lo largo de las décadas a causa de la inflación, cambio en la población, y capitalización total del mercado bursátil (por ejemplo, $1 000 millones era la capitalización más elevada del mercado bursátil en 1950, pero en la actualidad no es un monto muy grande), y pueden ser distintos dependiendo del país.

## Criptomonedas
En los últimos años, también se ha aplicado el término "capitalización de mercado" a las criptomonedas. A diferencia de la oferta monetaria de una moneda fiduciaria, la capitalización de mercado de una criptomoneda se denomina en alguna otra moneda.